# René Śliwowski
René Śliwowski (ur. 2 lutego 1930 w Firminy, zm. 23 czerwca 2015) – polski historyk literatury rosyjskiej, tłumacz i krytyk.

## Życiorys
Urodził się w rodzinie polskich emigrantów we Francji. Po II wojnie światowej powrócił do Polski. W latach 1949–1953 studiował w Państwowym Instytucie Pedagogicznym im. Aleksandra Hercena w Leningradzie, gdzie poznał swoją przyszłą żonę Wiktorię. Od 1953 pracował w Instytucie Rusycystyki Uniwersytetu Warszawskiego, gdzie w 1964 obronił pracę doktorską, a w 1973 habilitował się. W 1988 otrzymał tytuł profesora zwyczajnego nauk humanistycznych. W 2008 opublikował wraz z żoną wspomnienia Rosja – nasza miłość.
Przybliżył polskiemu czytelnikowi twórczość m.in. Antona Czechowa i Andrieja Płatonowa. Przygotował wiele antologii prozy rosyjskiej XIX i XX w.
W latach 1965–1981 był członkiem Związku Literatów Polskich.

## Wybrane publikacje
- Antoni Czechow (1965)
- Andriej Płatonow, Utwory wybrane (1965) – jeden z tłumaczy
- Dawni i nowi: szkice o literaturze radzieckiej (1967)
- Andriej Płatonow, Dżan i inne opowiadania (1967) – jeden z tłumaczy
- Andriej Płatonow, Osada Pocztyliońska (1968) – jeden z tłumaczy
- Od Turgieniewa do Czechowa: z dziejów rosyjskiej dramaturgii drugiej połowy XIX w. (1970)
- Czechow w oczach krytyki światowej (1971)
- Aleksander Hercen (1973) – z W. Śliwowską
- Fiodor Sołogub, Mały bies – tłumaczenie i posłowie (1973)
- Andriej Płatonow, Czarodziejski pierścień (1974) – tłumaczenie
- Królowa pocałunków: opowiadania o miłości (1975) – wybór, wstęp i noty o autorach
- Opowieści niesamowite: groza i niesamowitość w prozie rosyjskiej XIX i początku XX w. (1975) – wybór, wstęp i noty o autorach
- Róża wiatrów: opowiadania o miłości (1977) – wybór
- Antologia dawnej noweli rosyjskiej (1978) – wybór, wstęp i noty o autorach
- Anton Czechow, Wybór dramatów (1979) – opracowanie dla serii Biblioteka Narodowa wydawnictwa „Ossolineum"
- Kto jest kto: rosyjskie jednoaktówki komediowo-satyryczne (1981) – wybór, wstęp i noty o autorach
- Andrzej Płatonow (1983) – z W. Śliwowską
- Anton Czechow, Dramat na polowaniu: z notatek sędziego śledczego (1985) – tłumaczenie
- Gieorgij Władimow, Generał i jego armia (1999) – tłumaczenie
- Rosja – nasza miłość (2008) – z W. Śliwowską, Wydawnictwo Iskry
- Rusycystyczne peregrynacje (2010)
- Anton Czechow, Nieciekawa historia (2011) – tłumaczenie